# Meer van Mien-yuan
Meer van Mien-yuan is een misdaadroman uit 1952 van Robert van Gulik, uit zijn Rechter Tie-serie. Het verhaal speelt in 666 na Christus.

## Verhaal
Citaat uit deze vroege Rechter Tie-roman: "Hij boog over de railing en keek afwezig naar beneden naar de weerspiegeling van de kleurige lampions. Een schok doorvoer hem. Een bleek gelaat staarde met wijde ogen naar hem op, van onder het water".
Zo ontdekt Rechter Tie het lijk van de danseres Amandelbloesem, die werd vermoord nadat ze hem waarschuwde voor een complot in zijn district. Met deze alinea zet Van Gulik de beklemmende toon van dit Rechter Tie-mysterie. De plot speelt in het geïsoleerde bergstadje Mien-yuan, niet ver van de hoofdstad van het Chinese keizerrijk, en onthult uiteindelijk niets minder dan een poging tot staatsgreep.

## Vormgeving
De Chinese staatsman Tie-Jen-Tsjiè is een historische figuur, die van 630 tot 700 leefde. Hij stond bij zijn volk bekend als een scherpzinnig speurder, en leeft als zodanig in talloze vertellingen voort. De sinoloog Robert van Gulik heeft dit gegeven als basis voor zijn Rechter Tie-serie gebruikt.
Ook bij Meer van Mien-yuan heeft Van Gulik zijn fictieve plot in de Chinese samenleving van Tie's tijd gebed. Een van de aspecten hiervan is, dat er in een Rechter Tie-mysterie niet op een mensenleven meer of minder wordt gekeken. Al was het maar omdat de Chinese wet uit die tijd voorziet in een variëteit aan doodstraffen.
Maar het sleutelkenmerk van alle Rechter Tie-verhalen is, dat Van Gulik zijn lezers volledig laat delen in de wiskundige precisie waarmee hij Rechter Tie zijn complexe plotten laat oplossen. De illustraties in Chinese stijl, door Van Gulik zelf, mogen hierbij niet onvermeld blijven.
Meer van Mien-yuan is een vroege Rechter Tie-roman. De lezer moet zich inspannen om de continu snelle opeenvolging van feiten en plotwendingen in hun juiste context te blijven zien. In zijn latere Rechter Tie-boeken hanteert Van Gulik een meer ontspannen schrijfstijl.